# Achiyalatopa
Achiyalatopa ist ein Vogeldämon aus der Zunischen Mythologie. Die Zuñi waren ein Stamm der Pueblo-Indianer. Der menschenmordende Dämon tritt in der Gestalt eines riesigen Vogels auf und trägt statt eines Feder- ein Messer-Kleid. Er hat eine gewisse Ähnlichkeit mit dem Raubvogel, der in der griechischen Mythologie über Jahrhunderte an der Leber von Prometheus nagt und der dann von Herakles eher zufällig befreit wird.